# コズミノ港
コズミノ港（コズミノこう）は、ロシア連邦沿海地方のナホトカ湾内南東部にある港湾。正式名称は「コズミノ石油積出専用海洋港 (ロシア語: Спецморнефтепо́рт Ко́зьмино)」で、日本語メディアでは「コジミノ港」とも表記される。

## 概要
1860年、海軍中佐ワシーリー・バブキン (Бабкин, Василий ) が探検航海の際にこの小さな湾を発見し、北極海やオホーツク海を探検した著名な水路測量技師プロコピー・コズミン（コジミン、Козьмин, Прокопий Тарасович) の名をとって「コズミノ湾 (Бухта Козьмина)」と名付けられた。
ロシアの石油の海上輸出拠点であり、輸出先は日本、韓国など。主に東シベリア産の原油が東シベリア・太平洋（ESPO）パイプラインを通してここに集められ、石油タンカーに積載される。2009年12月28日に初の船積みが行われた。
2014年上期の積出量は1170万トン（年間予定積出量は2330万トン）で、その内訳は440万トンが日本向け、中国240万トン、韓国170万トンである。